# André François
André François (eredetileg Farkas André) (Temesvár, 1915. november 9. – Grisy-les-Plâtres, 2005. április 11.) magyar származású francia grafikusművész, plakáttervező, illusztrátor.

## Életútja
A budapesti Képzőművészeti Főiskolán tanult 1932-től 1934-ig. 1934-ben elhagyta a főiskolát és Párizsba költözött, ahol az ismert plakáttervező, Cassandre (Adolphe Jean Marie Mouron) iskolájában tanult tovább.
A háború utáni években alakította ki sajátosan tömör, jelképekben gazdag grafikai, illetve festői stílusát. Elsősorban könyveket illusztrált (Jacques Prévert: Lettre des îles Baladar; Alfred Jarry: Übü király, 1957) színházi díszleteket tervezett (Le vélo magique, Roland Petit-Ballet de Paris 1957; Gene Kelly: Pas de dieux, Opéra Garnier, Párizs, 1960; Shakespeare: A windsori víg nők, Royal Shakespeare Company, 1964) és plakátokat készített. Jelentős festészeti és szobrászati tevékenysége is. Tagjai közé választotta az Alliance Graphique International.